# La Pozze Latina
La Pozze Latina es un grupo chileno de hip hop underground. Se les considera como los pioneros del hip hop en Chile junto a De Kiruza y Panteras Negras. El grupo fue formado en 1990 en la comuna de Santiago Centro como Latin Posse con Jimmy Fernández como Funky Jefs en voz y rimas y Rodrigo "Johan" Méndez (alias MC Rody o Too Small), quien hacía los instrumentales con una caja de ritmos Roland y un sampler Ensoniq EPS-16 que trajo desde Holanda. Este último retornaría a Europa en 1995, dejando como compañero de Jimmy a Hernán del Canto alias (X-Ize o Chato X), quien llegó desde el exilio en Alemania Oriental en 1993. Así oficialmente se forma La Pozze Latina.
Sus mayores éxitos son «Con el color de mi aliento» (el primer video de Hip Hop hecho en Latinoamérica emitido por MTV Latino en 1994), «Chica eléctrica» y la versión de la canción «Pedro Navaja» de Rubén Blades. 
La Pozze Latina ha sido uno de los pilares del hip hop hecho en Chile, no solo porque fue uno de los primeros conjuntos en practicar el género en el país, sino también porque ubicó de modo pionero el rap en las radios locales, antes del salto a la fama de grupos como Tiro de Gracia y Makiza.
Jimmy Fernández (conocido también como Jimmy Jeffs, Kid Latin, Panamá Red), líder de la banda, había crecido en Panamá, y desde 1985 vivía en Italia. Fernández llegó a Chile en 1988, y se incorporó a los restringidos grupos de baile que se reunían en el centro de Santiago. Su mayor conocimiento del género hip hop le permitieron ganarse un espacio en la escena local y trabar amistad con bandas como los Panteras Negras, Los Marginales, y por medio de ellos, a Pedro Foncea, de De Kiruza. Además el grupo dio el gran salto a la fama de Dj Raff, uno de los más importantes djs en Latinoamérica.

## Discografía
- Pozzeídos por la ilusión (1993)
- Una nueva religión (1996)
- Desde el mundo de los espejos (1999)

## Colaboraciones
- El sonido de los suburbios (1993)
- Con el corazón aquí (1993)
- El verdadero rock chileno (1994)
- El Bio-Bío sigue cantando (1996)
- Gringuito. Banda sonora original. (1998)
- Rock delfín del mundo (1999)
- Cerro alegre. Banda sonora (1999)
- Tributo a Los Prisioneros (2000)
- Víctor Jara Tributo Rock (2001)
- Terremoto Concepción INDIGO BAR (2010)
- Turn it up, Denise Rosenthal (2014)